# Епархия Жоасабы
Епархия Жоасабы (лат. Dioecesis Ioassabensis) — епархия Римско-Католической церкви с центром в городе Жоасаба, Бразилия. Епархия Жоасабы входит в митрополию Шапеко. Кафедральным собором епархии Жоасабы является церковь святой Терезы.

## История
12 июня 1975 года Римский папа Павел VI издал буллу «Quo aptius aus», которой учредил епархию Жоасабы, выделив её из епархии Лажиса.
Первоначально суффраганная епархия архиепархии Флорианополиса, 5 ноября 2024 года он стал частью церковной провинции Шапеко.

## Ординарии епархии
- епископ Henrique Müller (1975—1999)
- епископ Osório Bebber (1999—2003)
- епископ Walmir Alberto Valle (2003—2010)
- епископ Mário Marquez (2010 — по настоящее время)

## Источник
- Annuario Pontificio, Ватикан, 2007
- Булла Quo aptius, AAS 67 (1975), p. 513  (лат.)